# Santa Quitéria do Maranhão
Santa Quitéria do Maranhão es un municipio brasilero del estado del Maranhão. Su población en 2009 es de 29.551 habitantes.